# Bolívar megye
Bolívar Kolumbia egyik megyéje. Az ország északi részén terül el, az Atlanti-óceán partján. Székhelye az ország egyik legfontosabb városa, Cartagena de Indias.

## Földrajz
Az ország északi részén elterülő megye északnyugaton az Atlanti-óceánnal, északon Atlántico és Magdalena, keleten Cesar, délkeleten Santander, délen és délnyugaton Antioquia, nyugaton pedig Córdoba és Sucre megyékkel határos. A legmagasabb hegyek déli végében emelkednek.

## Gazdaság
Legfontosabb termesztett növényei a manióka, a jamsz, az olajpálma, a rizs és a kukorica. A legjelentősebb tenyésztett állatok a szarvasmarha és a kacsa. Az ipar árbevételének legnagyobb részét az olajfinomítás és a vegyipar adja.

## Népesség
Ahogy egész Kolumbiában, a népesség növekedése Bolívar megyében is gyors, ezt szemlélteti az alábbi táblázat:
| Év             | Lakosság  |
| -------------- | --------- |
| 1985           | 1 288 985 |
| 1993           | 1 439 291 |
| 2005           | 1 878 993 |
| 2012 (becsült) | 2 049 109 |